# Edward Donnall Thomas
Dr. Edward Donnall "Don" Thomas, född 15 mars 1920 i Mart i Texas, död 20 oktober 2012 i Seattle i Washington, var en amerikansk läkare och professor emeritus vid University of Washington och emeritus vid den kliniska forskningsavdelningen vid Fred Hutchinson Cancer Research Center. Thomas tilldelades tillsammans med Joseph E. Murray Nobelpriset i fysiologi eller medicin år 1990 för utveckling av cell- och organtransplantation. Thomas och hans hustru och forskningspartner Dottie Thomas 
utvecklade benmärgstransplantation som behandling mot leukemi. 

## Biografi
Thomas skuggade ofta sin far som var allmänläkare. Senare studerade han vid University of Texas i Austin där han studerade kemi och kemiteknik, tog examen med en kandidatexamen 1941 och en masterexamen 1943. Medan Thomas studerade träffade han sin blivande hustru Dorothy (Dottie) Martin medan hon studerade för att bli journalist. De fick tre barn. Thomas började på Harvard Medical School 1943 och tog en medicine doktorsexamen 1946. Dottie blev laboratorietekniker under denna tid för att stödja familjen, och paret arbetade därefter nära tillsammans. Han arbetade en tid på Peter Bent Brigham Hospital innan han inkallades i den amerikanska armén. År 1955 utsågs han till överläkare vid Mary Imogene Bassett Hospital, nu Bassett Medical Center, i Cooperstown, N.Y., en filial till Columbia University."

## Vetenskapligt arbete
På Mary Imogene Bassett började han studera gnagare som fick dödliga stråldoser och som sedan räddades av en infusion av benmärgceller. Vid den tiden dog patienter som genomgick benmärgstransplantation, alla av infektioner eller immunreaktioner som inte sågs i gnagarstudierna. Thomas började använda hundar som försöksobjekt. År 1963 flyttade han sitt labb till UNITED States Public Health Service i Seattle.
Här rekryterade han ett team av unga medarbetare som arbetade med honom med studier av immunologi och bestrålningsbiologi hos hundar. Genom att låna kunskap om mänsklig histokompatibilitet från Amos, Payne och Dausset byggde han upp och utbildade ett vårdteam av sjuksköterskor, och kunde slutligen demonstrera hur vissa patienter med avancerad leukemi, aplastisk anemi eller genetiska sjukdomar kunde botas genom benmärgstransplantation.
År 2003 var han en av 22 Nobelpristagare som undertecknade det humanistiska manifestet.

## Utmärkelser och hedersbetygelser
- 1974 Första årliga Eugene C. Eppinger-föreläsningen på Peter Bent Brigham Hospital and the Harvard Medical School
- 1975 A. Ross McIntyre-priset, University of Nebraska Medical Center
- 1975 The Henry M. Stratton-föreläsningen, American Society of Hematology, Dallas
- 1977 The Lilly-föreläsningen, Royal College of Physicians, London
- 1979 The Philip Levine-priset, American Society of Clinical Pathologists, New Orleans
- 1980 American Cancer Society Award för excellent arbete inom grundforskning
- 1981 Kettering-priset av the General Motors Cancer Research Foundation för bidrag till diagnos och behandling av cancer
- 1981 Medicine hedersdoktor, University of Cagliari, Sardinia
- 1981 Special Keynote Address Award, American Society of Therapeutic Radiologists
- 1982 Strattonföreläsning, International Society of Hematology
- 1982 Paul Aggeler-föreläsning, University of California, San Francisco
- 1983 David A. Karnofsky Memorial-föreläsning, årsmötet för the American Society of Clinical Oncology
- 1983 Robert Roesler de Villiers Award, Leukemia Society of American
- 1984 Sixty-fifth Mellonföreläsningen, University of Pittsburgh School of Medicine
- 1985 Stanley Wright Memorial-föreläsning, årsmöte för the Western Society for Pediatric Research
- 1987 Karl Landsteiner Memorial Award, årsmöte för the American Association of Blood Banks,
- 1987-1988 Ordförande, American Society of Hematology
- 1989 Vald till korrespondernade medlem, Academie Royale de Medecine de Belgigue
- 1990 Terry Fox Award, Canada
- 1990 Gairdner Foundation International Award
- 1990 North American Medical Association of Hong Kong Prize
- 1990 Nobelpriset i medicin 1990
- 1990 Presidentens vetenskapsmedalj
- 1991 Adolfo Ferrata-föreläsning, Italian Society of Hematology, Verona, Italy
- 1991 Medicine hedersdoktor, University of Verona
- 1992 Kobermedaljen, American Association of Physicians
- 1992 Hedersmedlem, The Royal College of Physicians and Surgeons of Canada
- 1992 Hedersdoktor, University of Parma
- 1993 Golden Plate Award av the Academy of Achievement|American Academy of Achievement[17]
- 1994 Hedersmedlem, National Academia of Medicine
- 1994 Hedersdoktor, University of Barcelona
- 1996 Hedersdoktor, University of Warsaw
- 1998 Medal of Merit, State of Washington